# Clanwilliam-Erickson
Clanwilliam-Erickson es un municipio canadiense situado en la provincia de Manitoba.

## Superficie
Clanwilliam-Erickson tiene una superficie de 358,05 km².

## Demografía
En 2021, tenía 1012 habitantes, una densidad poblacional de 2,8 hab./km², y 834 viviendas.